# Shout Out Louds
Shout Out Louds é uma banda de indie rock e indie pop de Estocolmo, Suécia.

## História
O nome original da banda era "Luca Brasi". 
A banda viajou intensamente ao redor do mundo para divulgar seu álbum de estreia "Howl Howl Gaff Gaff". Seu segundo álbum, "Our Ill Wills", foi gravado na Suécia e estreou na América do Norte em 11 de setembro. Eles têm produzido vários videos de seus diversos singles. Algumas das suas músicas são bastante parecidas com o estilo dos "Peter Bjorn and John", também uma banda sueca.

## Fatos
- Eles foram retratados na seção de artes do The New York Times em novembro de 2005.
- Eles viajaram com bandas como The Strokes, Kings of Leon, Secret Machines, The Dears, The Magic Numbers, The Rosebuds e The Essex Green.
- O baixista, Ted Malmros ganhou um Grammi (a versão sueca do Grammy Awards) por dirigir Peter Bjorn and John no video Young Folks.
- "The Comeback" foi utilizado na apresentação da MLB 06. Com o remix de Ratatat.
- Bebban Stenborg cantou o trecho vocal feminino da canção "Young Folks" para a apresentação do Peter Bjorn and John em Coachella 2007.
- O grupo regravou a canção "Streams of Whiskey" da banda Pogues em seu EP de 2007 Tonight I Have To Leave It.

## Membros
- Adam Olenius - vocal, guitarra
- Ted Malmros - baixo, percussão, vocal de apoio
- Carl von Arbin - guitarra, vocal de apoio
- Eric Edman - bateria
- Bebban Stenborg - teclado, acordeão, vocal de apoio

## Discografia

### Álbuns
- Howl Howl Gaff Gaff (Versão Scandinava) (1 de outubro, 2003)
- Howl Howl Gaff Gaff (Versão Internacional) (24 de maio, 2005)
- Our Ill Wills (25 de Abril, 2007)
- Work (23 de Fevereiro, 2010)
- Optica (25 de Fevereiro, 2013)

### EPs
- 100° EP (2003)
- Oh, Sweetheart EP (2004)
- Very Loud EP (2004)
- The Combines EP (Remixes) (2006)

### Singles
- Hurry Up Let's Go (2003)
- Shut Your Eyes (2003)
- Please Please Please (2004)
- Very Loud / Wish I Was Dead (2004)
- The Comeback (2005)
- Please Please Please, Charted UK #53 (2006)
- Tonight I Have to Leave It (2007)
- Blue Ice (2013)
- Walking in your footstep (2013)
- Illusions (2013)

### Compilações
- SXSW: The Best Of The West EP (March 15, 2005) - "Never Ever"